# Leucoloma procerum
Leucoloma procerum là một loài Rêu trong họ Dicranaceae. Loài này được Renauld mô tả khoa học đầu tiên năm 1898.